# پلیس آهنی ۲
پلیس آهنی ۲ (به انگلیسی: RoboCop 2) فیلمی است علمی تخیلی به کارگردانی اروین کرشنر. فیلم که ساخته شده به سال ۱۹۹۰ است؛ دنباله‌ای است بر داستان پلیس آهنی در مورد جرم و جنایت در پادآرمان‌شهر دیترویت. بخش‌هایی از فیلم‌نامه در ابتدا توسط فرانک میلر نوشته شده بود که در حین ساخت به علت اینکه تشخیص داده شد که «قابل فیلم شدن نیست» کاملاً کنار گذاشته شد. گفته می‌شود این امر باعث قطع امید کامل میلر از هالیوود گشت. بعدها میلر مجموعه کمیکی بر اساس قسمت‌های حذف شده از این سناریو عرضه کرد. این نسخه از فیلم نتوانست موفقیت تجاری و هنری قسمت اول را تکرار کند.

## خلاصه داستان
شرکت او سی پی (OCP) با کاهش عمدی حقوق نیروی پلیس و اعتصاب آن‌ها سعی بر این دارد تا با زیرفشار قرار دادن دولت، آنان را وادار به تخریب شهر دیترویت کرده تا OCP بتواند شهر جدید خود را بنا کند. با اعتصاب نیروی پلیس شهر دیترویت به هرج و مرجی تمام عیار دچار شده‌است.
فردی به نام «کین» مادهٔ مخدر تازه‌ای به نام نوک (Nuke) را ابداع کرده‌است و بیش از نیمی از مردم شهر را معتاد آن کرده‌است.
در شرکت OCP زنی به نام دکتر جولیت فاکس سعی بر جلب کردن دیدگاه مدیرعامل شرکت برای متوقف کردن پلیس آهنی و جایگزینی آن با ربات تازه‌ای به نام «پلیس آهنی ۲» را دارد.
گویی فقط یک نفر می‌تواند به اوضاع سروسامان دهد و آن پلیس آهنی است…